# 斎条
斎条（さいじょう）は、埼玉県行田市の地名。大字のみが設置されている。郵便番号は361-0005。

## 地理
秩父鉄道行田市駅のはるか北方、埼玉県行田市の北部に位置する。行田市和田・行田市下中条・行田市犬塚・行田市荒木・行田市小見・行田市酒巻などに接する。
町域外の南部を国道125号行田バイパスが横切り、町域の中心部を埼玉県道199号行田市停車場酒巻線・埼玉県道128号熊谷羽生線・埼玉県道362号上中条斎条線が通っている。
住宅は県道沿いにわずかに見られるが、町域のほとんどは古くからの農地である。町域の北端は利根川が近い。

### 河川
- 酒巻導水路 - 町域の西部を流れる。
- 星川 - 町域の南部を流れる。

## 歴史
- 1949年（昭和24年）5月3日 - 行田市として市制施行した際に、現在の大字斎条が成立[4]。

## 世帯数と人口
2017年（平成29年）10月1日現在の世帯数と人口は以下の通りである。
| 大字 | 世帯数  | 人口    |
| ---- | ------- | ------- |
| 斎条 | 467世帯 | 1,194人 |

## 小・中学校の学区
市立小・中学校に通う場合、学区は以下の通りとなる。
| 番地 | 小学校           | 中学校             |
| ---- | ---------------- | ------------------ |
| 全域 | 行田市立北小学校 | 行田市立見沼中学校 |

## 交通
町域内に鉄道は存在しない。バスは行田市内循環バスが走っており、町域内に複数のバス停が存在する。

### 道路
- 埼玉県道128号熊谷羽生線
- 埼玉県道199号行田市停車場酒巻線
- 埼玉県道362号上中条斎条線

## 主な施設等
- 岡谷電機産業（埼玉製作所）
- 行田市消防署北分署
- NTT東日本 行田北河原局
- 市営斎条住宅
- 斎条古墳群・剣神社
- 諏訪神社
- 本應院
- 寶泉寺・光明会館